# Letis sophia
Letis sophia là một loài bướm đêm trong họ Erebidae.